# Eutrochium maculatum
Eutrochium maculatum (domorodý název: spotted Joe-Pye weed) je rostlina, vytrvalá bylina, z čeledi hvězdnicovité (Asteraceae), známější pod starším jménem sadec skvrnitý (Eupatorium maculatum).

## Výskyt
Je původní v Severní Americe, v oblasti od Missouri na východ až k Atlantskému oceánu a na sever po Ontario a Québec, na jih pak po Kentucky.

## Popis
Je to mohutná bylina vytvářející trsy, trvalka rostoucí do výšky 2 m s růžovofialovými květy, kvetoucí v pozdním létě, v červenci až srpnu.

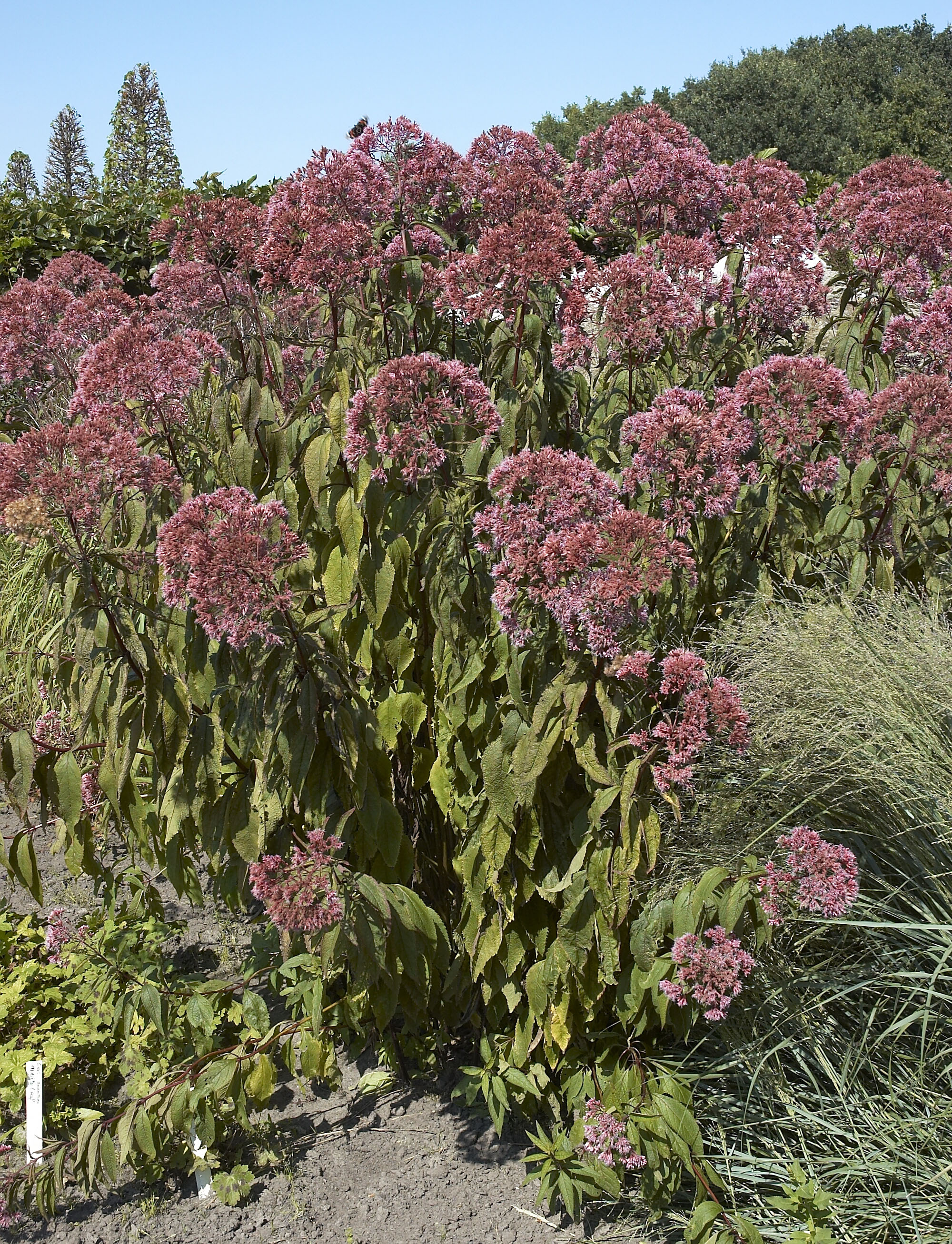
Eutrochium maculatum zjevně trpící v suché půdě

## Taxonomie
Druh popsal v roce 1755 Carl Linné jako Eupatorium maculatum. V roce 2004 pak byl spolu s několika dalšími blízce příbuznými druhy přeřazen do nového rodu Eutrochium. V literatuře i v nabídce zahradnických firem je často uváděn pod starším jménem sadec skvrnitý (Eupatorium maculatum).
Druh Eutrochium maculatum bývá pravidelně zaměňován za příbuzný druh Eutrochium purpureum (syn. sadec nachový, Eupatorium purpureum) nebo různé druhy rodu sadec, včetně sadce konopáče (Eupatorium cannabinum), který roste i v ČR. Uvedené rostliny se zřetelně liší růstem a vzhledem květenství.
Někdy je pro Eutrochium maculatum používáno označení Eupatorium maculatum 'Atropurpureum Group' a jindy Eupatorium purpureum ssp. maculatum.
Druhové jméno maculatum odkazuje na fialové skvrny na stonku.

### Taxonomická synonyma
- Eupatorium maculatum L. (Cent. Pl. I. 27. 1755)
- Eupatorium maculatum var. maculatum L.
- Eupatorium purpureum var. maculatum (L.) Darl. (Fl. Cestr., ed. 2. 453. 1837)
- Eupatorium maculatum var. urticifolium Barratt ex Alph.Wood (Class-book Bot., ed. 2. 314. 1847)
- Eupatorium purpureum var. maculatum (L.) Voss (Vilm. Blumengärtn., ed. 3. 1: 447. 1894)
- Eupatorium trifoliatum var. maculatum (L.) Farw. (Rep. (Annual) Michigan Acad. Sci. 20 191 1918)
- Eupatorium maculatum f. eresinatum Lepage (Naturaliste Canad. 79: 181. 1952)
- Eupatoriadelphus maculatus (L.) R.M.King & H.Rob. (Phytologia 19(7): 432. 1970)
- Eupatoriadelphus maculatus var. maculatus (L.) R.M.King & H.Rob.
- Eupatorium purpureum subsp. maculatum (L.) Á.Löve & D.Löve (Taxon 31: 357. 1982)

## Ekologie
Eutrochium maculatum roste v močálech a bažinách, v zamokřených živných půdách. Také je v oblasti výskytu častý v infrastruktuře s vlhkými půdními substráty, jako jsou příkopy, vsakovací plochy a mokrá pole. 

## Použití
Okrasná rostlina, která je ceněna pro dekorativní květenství. Je používaná jako impozantní solitéra ale i ve větších skupinách, nebo do záhonů a jako dominanta do skupin nižších trvalek.

## Pěstování
Preferuje vlhké a zamokřené půdy, ale snese i běžné vlhké živné půdy a dočasné přísušky. Nejlépe rostlina kvete na výsluní, snese polostín.